# Evangeli segons Lluc
L'Evangeli segons Lluc és el tercer dels evangelis canònics i sinòptics (acceptats per l'església cristiana i referint els fets consensuats sobre Jesús de Natzaret). Va ser escrit al voltant de l'any 80 dC. És l'evangeli més pastoral, destinat a les comunitats cristianes. Dona relleu a la bondat de Jesús. Va basar-se en l'evangeli de Marc, l'anomenada Font Q i altres recerques personals, com proclama el manuscrit.

## Autoria

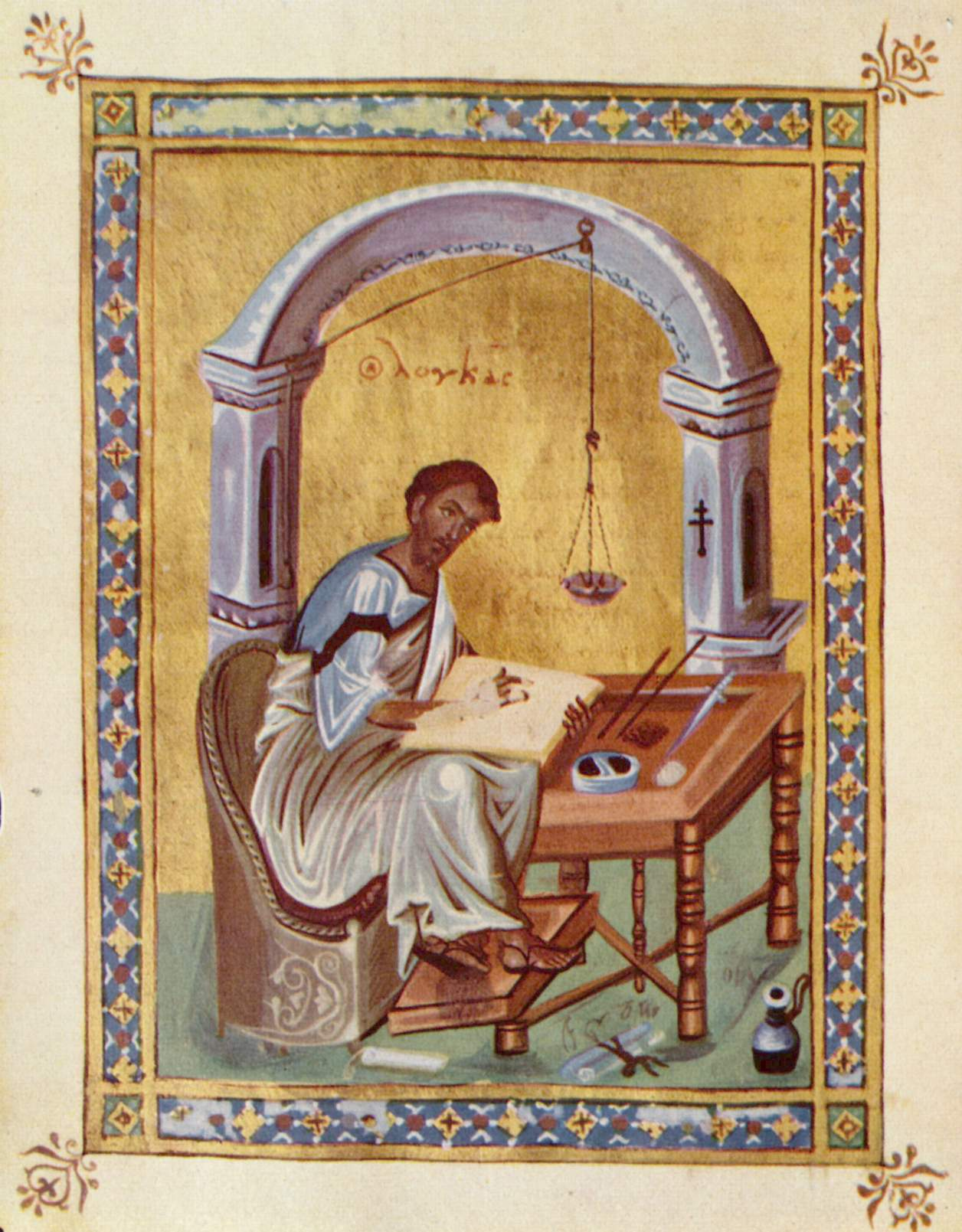
Lluc escrivint l'Evangeli

L'evangeli és anònim, ja que no està firmat. S'ha atribuït tradicionalment a Lluc, el «metge estimat» al qual Pau de Tars esmenta en la seva Epístola als Colossencs.
L'autor de l'evangeli és també autor dels Fets dels Apòstols. Les dues obres estan dedicades a un tal Teòfil de qui s'ignora si és un personatge real, un nom simbòlic (Teòfil vol dir «amic de Déu») o un pseudònim.
De la lectura de les dues obres, es pot deduir fàcilment que l'autor és un company de Pau (part dels Fets dels Apòstols estan redactats en primera persona del plural) i que no coneixia Jesús, atès que, segons el seu propi testimoni, la seva obra fou escrita després d'haver «investigat diligentment tot des dels seus orígens» consultant amb «testimonis oculars i servidors de la paraula».

## Data
La datació majoritària situa a aquest evangeli en els anys 80, pel fet que Lluc 21 descriu detalladament la destrucció del Temple de Jerusalem de l'any 70 i que seria per tant una història viscuda per l'autor en persona. Un altre argument per situar-lo en aquesta data és que segons els defensors de la Font Q, l'Evangeli segons Marc seria més antic que el de Lluc, per tant si l'evangeli de Marc fou escrit entre els anys 65 i 75 Lluc hauria de ser posterior.
Les datacions més tardanes estan limitades per la troballa del Papir 75 (cap a l'any 200) i la menció de l'evangeli de Lluc que fan Ireneu de Lió i el Fragment Muratorià cap a l'any 180.

## Audiència
Es creu que igual que Marc (però a diferència de Mateu), el públic destinatari és majoritàriament gentil, i assegura als lectors que el cristianisme és una religió internacional, no exclusiva com el judaisme. Lluc interpreta el seu tema amb llum positiva pel que fa a les autoritats romanes. Per exemple, referent al responsable per la mort de Jesús, Ponç Pilat no trobar res dolent en ell.
L'Evangeli es dirigeix a Teòfil, que en grec significa simplement «amic de Déu», «estimat per Déu» o «amant de Déu», i no pot ser un nom sinó un terme genèric per a un cristià. L'Evangeli està clarament dirigit als cristians, o a aquells que ja sabien dels primers cristians, en lloc d'un públic general, ja que l'adscripció prossegueix afirmant que l'Evangeli va ser escrit "perquè coneguis bé la veritat de les coses que se'ls ha ensenyat ".

## Fonts

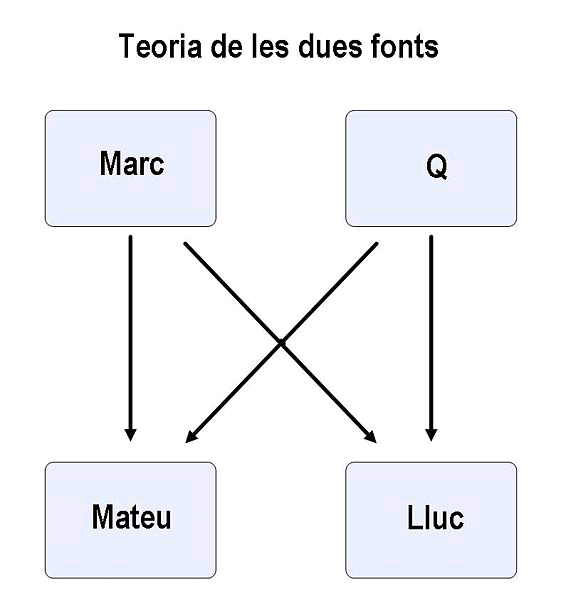
Teoria de les dues fonts

## Fets que narra
Lluc narra la vida de Jesús de Natzaret, seguint en l'essencial l'esquema geogràfic de l'Evangeli de Marc: en primer lloc el seu naixement miraculós, uns capítols dedicats a la preparació del ministeri de Jesús, després la predicació de Jesús a Galilea, el camí vers Jerusalem, tot això farcit de paràboles i miracles, per acabar amb el relat de la passió, mort i resurrecció, al qual segueix l'ascensió al cel. Lluc és l'evangelista que més importància dona als primers anys de vida de Jesús, alguns escriptors, diuen, fins i tot, que l'autor va poder conèixer en persona a la Verge Maria, pel fet d'esmentar detalls únics com l'Anunciació, la Visitació i els episodis del temple. Tanmateix els estudis més recents apunten al fet que el relat de la infància de Jesús té probablement més una intenció teològica, que no pas històrica També és el que inclou més paràboles per explicar el missatge cristià als fidels. En ell apareixen més detalls dels personatges femenins que en els altres evangelis: la mare de Jesús, la que ho guardava tot en el seu cor (2,19.51), Marta i Maria (10,38-42), la dona pecadora (7,36-50).

### Introducció
Dedicatòria a Teòfil (1:1-4)

### Naixement i infància de Jesús
Igual que Mateu, Lluc relata la genealogia reial i un naixement virginal de Jesús. Però a diferència de Mateu, que segueix la natalitat a través de la línia de David a Abraham amb la finalitat d'atraure a la seva audiència jueva, Lluc traça el llinatge de Jesús fins a Adam, cosa que indica un sentit universal de la salvació. A diferència de Mateu, Lluc narra el naixement després que Maria i Josep viatgen a Betlem per motiu d'un cens, a on el nounat Jesús és posat en una menjadora (o pessebre). Exclusiva de Lluc és la història del naixement de Joan Baptista i tres càntics (inclòs el Magnificat), així com l'única història de la infantesa de Jesús (Jesús ensenyant en el Temple).
- Aparició de l'àngel a Zacaries (1:5-25)
- Anunciació a Maria (1:26–45)
- Magnificat de Maria (1:46–56)
- Naixement de Joan Baptista (1:57–80; 3:1–20; 7:18-35; 9:7–9)
- Profecia de Zacaries (1:68-79)
- Cens de Quirí (2:1-5)
- Nativitat de Jesús (2:6–7)
- Adoració (2:8–20)
- Circumcisió de Jesús en el Temple (2:21–40)
- Jesús ensenyant en el Temple (2:41-52)

### Baptisme i temptacions de Jesús
- Baptisme de Jesús (3:21–22)
- Genealogia de Jesús (3:23–38)
- Temptacions de Jesús (4:1–13)

### Ministeri aGalilea
- Evangeli (4:14–15)
- Predicació a Natzaret (4:16–30)
- Cafarnaüm (4:31-41)
- Pesca miraculosa en el Llac de Guenesaret o Tiberíades (5:1–11)
- Miracles de Jesús leprosos i paralítics (5:12-26)
- Mateu Leví (5:27–32)
- Qüestió sobres el dejuni (5:33–39)
- Observació del Sàbat (6:1–11)
- Els dotze Apòstols (6:12–16; 9:1–6)
- Benaurances (6:20)
- Miracles de Jesús (7:1-17)
- La pecadora que renta els peus de Jesús (7:36–50)
- Dones deixebles de Jesús (8:1–3)
- Paràbola del Sembrador (8:4-8,11–17)
- Família de Jesús (8:19-21)
- Expulsa dimonis (8:26–39)
- Resurrecció de la filla de Jaire (8:40-56)
- Pa per 5000 (9:10–17)
- Fill de l'home (9:21–25, 44–45, 57-58; 18:31–34)
- Retorn del fill de l'home (9:26-27)
- Transfiguració de Jesús (9:28–36)
- Expulsió de dimonis (9:37-43)

### Jesús predica pel camí a Jerusalem
- Envia a setanta (10:1-24)
- Informe dels setanta (10:17-22)
- Paràbola del bon Samarità (10:29–37)
- Visita a la casa de Marta i Maria (10:38-42)
- Oració del Parenostre (11:1–4)
- L'amic (11:5–13)
- Jesús i Beelzebub (11:14–22,8:19–21)
- El Retorn de l'esperit immund (11:24–26)
- El senyal de Jonàs (11:29–32)
- Paràbola de la figuera (13:6-9)
- Curació de la dona geperuda (13:10-17)
- Paràbola del gra de mostassa (13:18–21)
- Curar en dissabte (14:1-6)
- L'ovella perduda (15:4-6)
- El fill pròdig (15:11-32)
- L'home ric i Llàtzer (16:19-31)
- Deu leprosos sanats (17:11-19)
- La segona vinguda del fill de l'home (17:20-37)
- Zaqueu, recaptador d'impostos (19:1-10)
- Paràbola dels Talents (19:11–27)

### Jerusalem, crucifixió i resurrecció
- Entrada a Jerusalem (19:28–44)
- Jesús i els canvistes (19:45–20:8)
- Pagar al Cèsar (20:20–26)
- Els Saduceus i la resurrecció (20:27–40)
- Els últims dies (21:5–38)
- Judes Iscariot ven a Jesús (22:7–23)
- La Pasqua (22:24-27)
- Arrest de Jesús (22:39–53)
- Sanedrí (22:63–71)
- Davant Ponç Pilat (23:1–5, 13–25)
- Davant Herodes Antipas (23:6–12)
- Mort i resurrecció de Jesús (23:26–49)
- Josep d'Arimatea (23:50–56)
- Tomba buida (24:1–12)
- Aparicions de Jesús (24:13–43)
- Ascensió de Jesús (24:50–53)

## Teologia
Des del punt de vista literari, Lluc és un escriptor hel·lenista que escriu a comunitats d'origen grec. Empra tant la historiografia de l'època com la versió grega de l'Antic Testament.
El fet de construir una obra en dues parts permet a Lluc de distingir dues etapes d'una mateixa història: d'una banda, els esdeveniments que es refereixen a Jesús (l'evangeli) i, de l'altra, el període de la missió apostòlica (el llibre dels Fets dels Apòstols). Aquesta divisió de l'obra li permet de situar l'evangelització dels pagans en el període apostòlic i d'ometre, per tant, els itineraris de Jesús fora del territori jueu (vegeu, en canvi, Mt 15,21-28; Mc 7,24-30). De la futura missió als pagans, l'Evangeli segons Lluc en conserva anuncis (2,32; 13,29; 14,16-24) o bé elements que la suggereixen (8,39; 10,1), però la difusió de l'evangeli comença per a ell amb el do de l'Esperit Sant (24,49). Lluc relata les fases d'aquesta història amb coherència. Està convençut que «no és pas en un racó de món que aquests fets han succeït» (Ac 26,26) i per això vincula el seu relat amb personatges i episodis concrets del moment històric en què viu (1,2; 2,1-2; 3,1-2).
L'interessa sobretot ressaltar l'aspecte salvador de Jesús. Lluc divideix la història de la salvació en tres etapes:
1. El període d'Israel, l'Antic Testament és el temps de la promesa.
2. El període del ministeri de Jesús, amb l'evangeli comença el temps del compliment. Jesús és la figura central de la història de la salvació en el tercer evangeli. Jesús és el Salvador, el Messies, el Senyor. D'una banda, Lluc subratlla el designi salvador de Déu (1,47; 3,6). D'altra, que en Jesús trobem la salvació (Lc 1,69.71.77; 2,30; 19,9).
3. El període de l'Església, el compliment que va iniciar-se amb Jesús continua amb els seus deixebles. La missió de l'Església és guiada per l'Esperit, és el temps de la salvació present ara i aquí.

Dins d'aquest marc teològic la ciutat de Jerusalem té un paper molt especial. L'Evangeli de Lluc s'inicia amb una perspectiva final clara: el camí cap a Jerusalem (9,51—19,44), on esdevé la passió de Jesús, les aparicions del ressuscitat i l'Ascensió. I al llibre dels Fets dels Apòstols s'inicia la missió dels deixebles des de Jerusalem cap a totes les nacions. La importància de Jerusalem es palesa al llarg de tot l'Evangeli: l'anunci a Zacaries en el temple de Jerusalem (Lc 1,5-25), els pares porten Jesús al temple per presentar-lo al Senyor (2,22-24), Jesús va al temple amb dotze anys (Lc 2,41-52), cap profeta havia de morir fora de Jerusalem (Lc 13,33), passió, mort, resurrecció, aparicions i ascensió a Jerusalem (Lc 19,45-24,53).
Sobresurten uns quants temes dins d'aquest evangeli: la misericòrdia (6,27-36), deixar-ho tot per seguir Jesús (5,11.28; 9,23.62; 12,33; 14,33), la pobresa (4,18; 6,20; 7,22; 12,13-21; 16,9.14.19-31; 18,22; 21,4), l'alegria (15,7.10.32; 19,6; 24,41.52) i la pregària (3,21; 5,16; 6,12; 9,18.28-29; 11,1; 18,1; 21,36; 22,46).

## Els manuscrits
Els manuscrits més antics de l'Evangeli de Lluc són tres fragments de papir que daten del segle segon a finals o principis del segle tercer.
- Papir 4 és probablement el més antic i data de finals del segle segon, conté Lluc 1:58-59, 62-2:1,6-7; 3:8-4:2,29-32,34-35, 5:3-8; 5:30-06:16.
- Papir 75 data de finals del segle segon i principis de segle iii conté Lluc 3:18-04:02 +; 4:34-5. 10; 5:37-18:18 +; 22:4-24:53 i Joan 1:01-11:45, 48-57, 12:03-13:10, 14: 8-15:10.[8]
- Papir 45 datat a mitjans del segle iii, conté una àmplia porció dels quatre Evangelis.
- Papir 69, segle iii, conté el relat de Jesús en el jardí de Getsemaní i les negacions de Pere.
- Papir 3
- Papir 7
- Papir 42
- Papir 82
- Papir 97

Les primeres còpies, així com les primeres còpies dels Fets, data després de l'Evangeli es va separar dels Fets.
El Codex Sinaiticus i Còdex Vaticanus, són còdexs del segle vi i els més antics manuscrits que contenen el text complet de Lluc. El Còdex de Beza manuscrit del cinquè o sisè segle, també conté Lluc al complet.

## Relació amb l'Evangeli de Marc
Les similituds entre l'Evangeli de Marc i l'Evangeli de Lluc han fet sorgir dues teories per explicar els lligams d'aquests dos llibres.
La primera teoria, exposada pels Pares de l'Església i molts erudits moderns, afirma que l'evangeli de Marc és una còpia mutilada de l'evangeli de Lluc. Marc hauria eliminat tot el que no estava d'acord amb les seves creences gnòstiques.
La segona teoria, totalment contrària, afirma que fou Lluc qui va copiar de Marc el seu evangeli, modificant-lo i ampliant-lo per adaptar-lo als seus criteris. Aquesta teoria és defensada per Charles B. Wait, qui compara els dos evangelis i arriba a la conclusió que l'autor de Lluc quan va escriure la seva obra, tenia al seu davant, entre altres documents, l'evangeli de Marc. El teòleg i escriptor Bart Ehrman també defensa aquesta hipòtesi en les seves obres.

## Possible Origen Arameu
Hi ha qui defensa que és possible que la carta fos dirigida a Teófil ben Anás, Summe sacerdot, saduceu i cunyat de Caifàs entre els anys 37–42. És a dir, si el Teófil de Lluc fos el Teófil ben Anás, la carta aniría dirigida als jueus saduceus, i no als gentils, com diu la tradició popular.